# Oregonpetitionen
Oregonpetitionen är en petition organiserad av Oregon Institute of Science and Medicine mellan 1999 och 2001 samt åter igen 2007. Petitionen var starkt kritisk till Kyotoprotokollet och hade i maj 2008 drygt 31 000 underskrifter.
Petitionen har kallats en politisk kampanj, och har fått kritik för sin bristande kontroll av signaturerna.
Bland de "amerikanska forskare" som undertecknat petitionen finns bland andra Charles Darwin, Geri Halliwell från Spice Girls och flera karaktärer från Star Wars.

## Innehåll
Bakom petitionen stod Arthur B. Robinson, en biokemist och konservativ politiker, och Frederick Seitz. De menade att det saknas vetenskapliga bevis för att mänskligt utsläpp av koldioxid, metan och andra växthusgaser kommer leda till katastrofal uppvärmning av jordens atmosfär och störningar i jordens klimat och uppmanade USA:s kongress att inte skriva under Kyotoprotokollet.
Oregonpetitionen används ibland i klimatdebatten som en indikation på att det skulle råda oenighet bland klimatforskare. Petitionen förnekar dock inte att jorden genomgår en antropogen global uppvärmning.  
I ett manuskript som medföljde uppropet hävdades att den förväntade uppvärmningen till följd av koldioxidutsläppen skulle bli försumbar och att koldioxidgödsling av växter skulle absorbera mycket av utsläppen. 

## Kritik
Petitionen har fått kritik för sin bristande kontroll av signaturerna, ifall de verkligen är forskare inom området. Av de undertecknade skall enligt kritiker enbart drygt 2 000 verkligen ha definierat sig som forskare inom områden som på något sätt har koppling till klimatet. Bland underskrifterna förekommer även namn som Geri Halliwell (sångerska) och Michael J. Fox (skådespelare).
Petitionen spreds i form av ett massutskick till personer som avlagt någon sorts akademisk examen runt om i USA. I massutskicket medföljde även ett opublicerat manuskript med titeln "Environmental Effects of Increased Atmospheric Carbon Dioxide" som i sin utformning, layout och val av typsnitt nästan var helt identiskt med artiklar ur The National Academy of Sciences (NAS) egen väl ansedda tidskrift Proceedings of the National Academy of Sciences. Detta föranledde NAS att offentligt gå ut och starkt ta avstånd från Oregonpetitionen i ett pressmeddelande den 20 april 1998. I pressmeddelandet underströk även NAS att Oregonpetitionens manuskript inte publicerats i någon faktagranskad (peer reviewed) tidskrift.
Den vetenskapliga tidskriften Scientific American genomförde i oktober 2001 ett stickprov på undertecknarna. 30 namn valdes slumpmässigt ut från de 1400 undertecknare som avlagt doktorsexamina. Av de 26 som kunde identifieras som verkliga personer stödde 11 personer fortfarande petitionen. Av dessa 11 var enbart en person klimatforskare, två personer hade expertis från närliggande områden, och de övriga 8 personerna undertecknade petitionen efter att ha utvärderat den bifogade informationen. Vidare uppgav 6 personer att de inte skulle underteckna petitionen idag, tre personer hade inget minne av petitionen, en person hade avlidit och fem personer svarade inte på Scientific Americans förfrågan.
Scientific American identifierade ca 200 personer bland undertecknarna som grovt kunde beskrivas som klimatforskare. Men ingen av dem hade publicerat forskning som stödde petitionens antaganden.